# Stade Zequinha Roriz
Le Stade Zequinha Roriz (en portugais : Estádio Zequinha Roriz), également connu sous le nom de Stade José Roriz Aguiar (en portugais : Estádio José Roriz Aguiar) et également surnommé Serra do Lago, est un stade de football brésilien situé dans la ville de Luziânia, dans l'État du Goiás.
Le stade, doté de 21 564 places et inauguré en 1992, sert d'enceinte à domicile à l'équipe de football de l'Associação Atlética Luziânia.
Le stade porte le nom de Zequinha Roriz, ancien maire de la ville de Luziânia ayant participé à l'inauguration du stade.

## Histoire
Le stade (conçu par l'architecte Fábio Areias de Polígono Engenharia et bâti par l'entreprise Construções Ltda) ouvre ses portes en 1992. Il est inauguré devant 6 755 spectateurs le 13 décembre 1992 lors d'une victoire 1-0 des locaux du AA Luziânia sur Botafogo (le premier but au stade étant inscrit par Rogerinho, joueur du AA Luziânia).
Le département des sports et du tourisme de Luziânia a organisé un concours pour choisir le surnom du stade. 700 personnes ont voté, dont 170 pour le surnom de Serra do Lago.

## Installations
Le stade a une capacité de 21 564 spectateurs, dont 13 212 dans les gradins (la tribune d'honneur a une capacité de 377 sièges et est entièrement couverte).
Au total, il y a huit vestiaires, quatre pour les clubs, un pour les arbitres, un pour les ramasseurs de balle, un pour le service médical et un pour l'entrepôt et les vêtements (le tout avec un parking privé).
En plus d'un grand espace pour les billetteries, des toilettes, des cafétérias et des cabines de radio et de télévision, le stade dispose d'un parking pour 1 300 véhicules.